# Манастир Светог Павла Тивејског
Манастир Светог Павла Тивејског (арапски: دير الانبا بولا‎, Дајр ал-Киддис Булус) је коптски манастир у Египту, који се налази 150 км југоисточно од Каира у Арапској пустињи, близу обале Црвеног мора.
Манастир је основан у  5. веку, над пећином у којој је век раније живео пустињак, свети Павле Тивејски. Место његовог погребења је данас важно место ходочашћа верника. Два извора су такође поштована. У манастиру се налазе и древни илуминирани рукописи.
Први становници били су монаси из Египта и Сирије, вероватно Мелкити. Током средњег века, манастир су често нападали бедуини, али је поново обнављан и грађен. У 16-17 веку оронули манастир је био празан више од сто година, све док се ту није населило неколико монаха из манастира Светог Антонија. Године 1701, под покровитељством папе Јована 14 Александријског (арапског), почела је реконструкција, након чега је комплекс добио модеран изглед.